# Nordanås
Nordanås är en ort i Själevads socken, Örnsköldsviks kommun, Västernorrlands län.
Från 2005 till 2023 avgränsade SCB en småort i området.